# Wachowice
Wachowice (niem. Wachowitz) – wieś w Polsce położona w województwie opolskim, w powiecie oleskim, w gminie Olesno.
Leży przy trasie nr 901 (Poznań-Gliwice). Jest pierwsza wioska za Olesnem jadąc w kierunku Dobrodzienia. Wachowice granicza z miejscowościami Wysoka, Wachów, Nowy Wachów.
W Wachowicach ma swoje źródła rzeka Stobrawa, która to płynąc w kierunku Namysłowa i tamtejszych Borów Stobrawskich wpływa zań do Odry.
W 1936 roku hitlerowska administracja III Rzeszy, chcąc zatrzeć słowiańskie pochodzenie nazwy wsi, przemianowały ją ze zgermanizowanej na nową, całkowicie niemiecką nazwę Stoberquell
W latach 1975–1998 miejscowość administracyjnie należała do województwa częstochowskiego.
W Wachowicah działa klub sportowy Stobrawa Wachowice klub gra w okręgowej b-klasie.